# Centro Médico Soroka

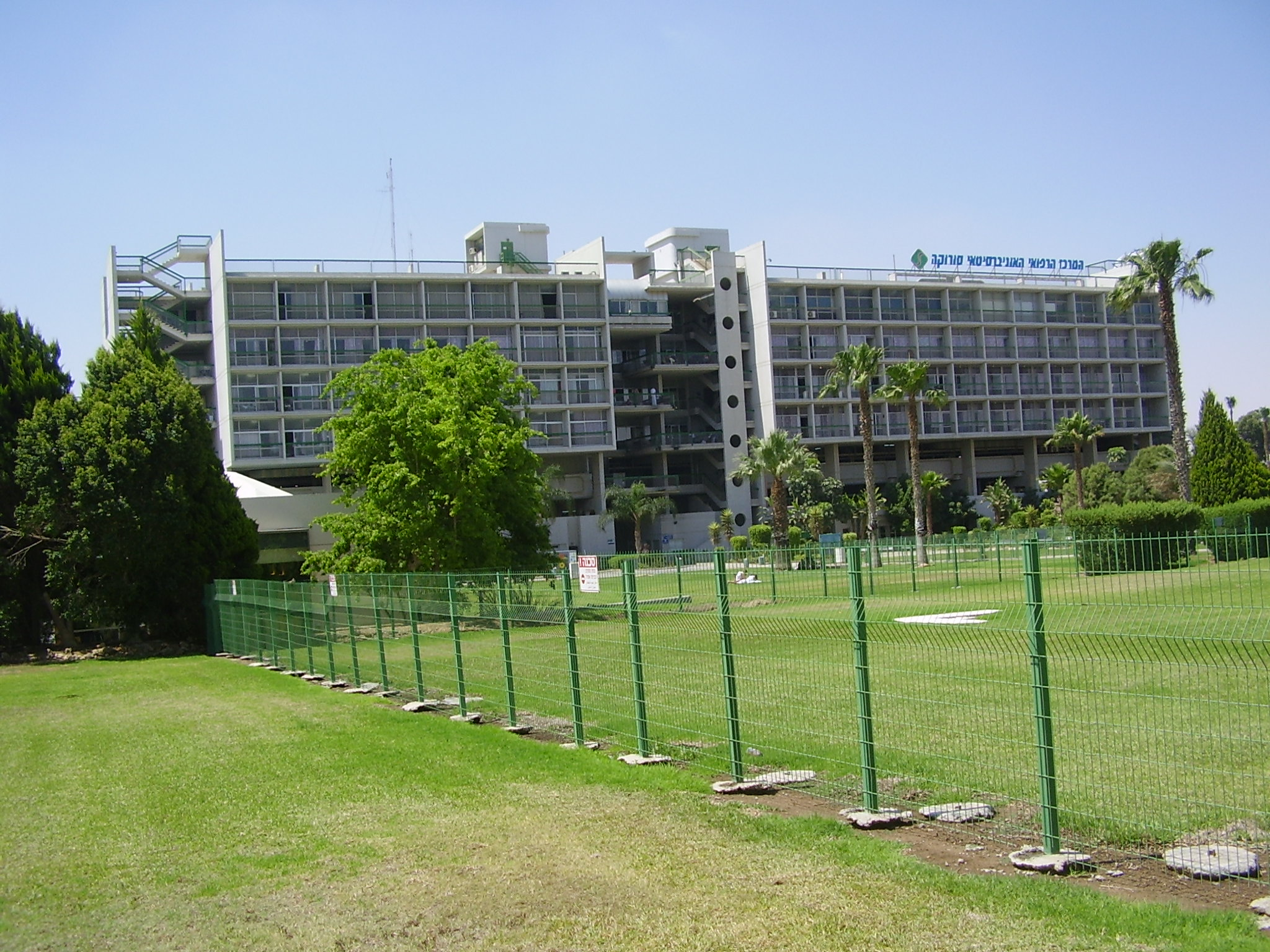
Centro médico Soroka (2011).

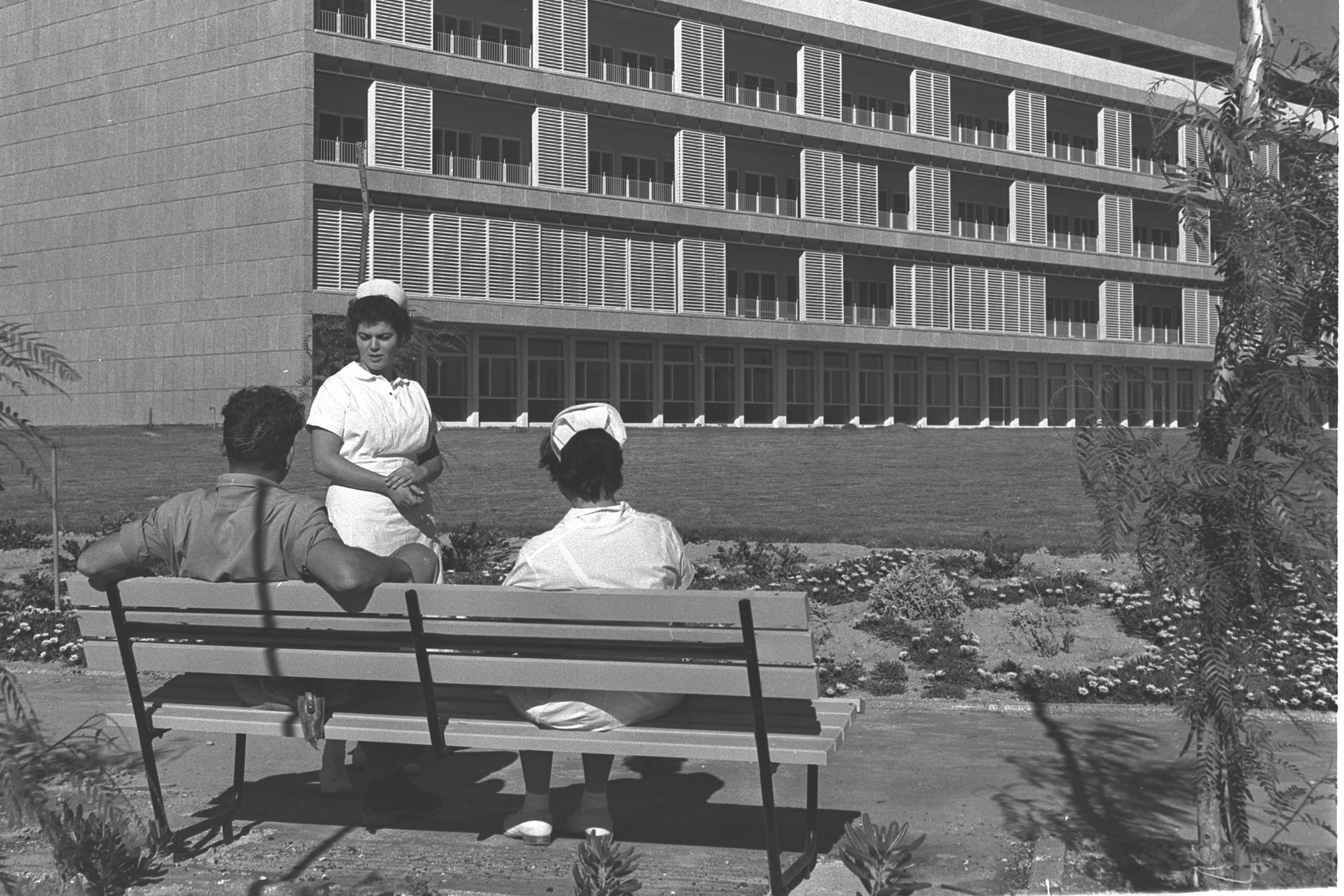
Centro médico Soroka (1959).

El Centro Médico Universitario Soroka (en hebreo: המרכז הרפואי האוניברסיטאי סורוקה, HaMerkaz HaRefu'i Soroka), del grupo de servicios de salud “Clalit”, es un hospital ubicado en la región del Néguev, en la ciudad de Beerseba, Israel, y que sirve como hospital regional, el centro presta servicios médicos a aproximadamente un millón de ciudadanos en el sur, desde Kiryat Gat y Ascalón hasta Eilat. Soroka es el hospital general más grande de Israel, y cuenta con 1,191 camas para los pacientes ingresados, y se extiende sobre una superficie de 286 dunams en la ciudad de Beerseba. Soroka es un hospital universitario y tiene buenas relaciones con la Universidad Ben-Gurión del Néguev.

## Ubicación
El campo de la facultad de Ciencias de la salud se encuentra dentro de las instalaciones del hospital. El director del centro médico desde el año 2018, es el doctor Shlomi Codish.

## Volumen de actividad
El centro médico Soroka es el hospital con una de las tasas de infecciones nosocomiales más bajas, desde hace varios años, entre los hospitales del estado de Israel. El servicio de urgencias y el departamento de emergencias de Soroka, cuenta con el volumen de actividad más grande del país, con unas 270.000 visitas por año. Según las encuestas de conformidad realizadas a los pacientes, efectuadas por el ministerio de salud en los servicios de urgencias de Israel, en un examen efectuado por el ministerio de salud que incluye diferentes parámetros de servicio y calidad, la unidad de cuidados intensivos (UCI) del hospital Soroka presenta una tasa de infecciones nosocomiales relativamente baja.

## Historia
Tras la conquista de Beerseba en la Guerra árabe-israelí de 1948, por parte de las FDI, el cuerpo médico del Tzahal, levantó un hospital militar temporal en uno de los edificios del antiguo gobierno otomano. Después de un año, el hospital fue transferido a una antigua instalación del gobierno británico, donde fue operado por la organización de mujeres sionistas Hadassah.
En 1949, la obra social "Clalit" de los trabajadores hebreos en Eretz Israel, abrió un consultorio en la ciudad, para prestar servicio a los ciudadanos miembros del sindicato obrero general, este consultorio necesitaba servicios hospitalarios para la continuación de los tratamientos. El hospital más cercano era el Centro Médico Kaplan ubicado en Rejovot, pero la cercanía era relativa y los enfermos pasaban demasiado tiempo en las malas condiciones de los caminos de aquellos años, hasta que lograban llegar a ser tratados. En el año 1950, Beerseba fue declarada como autoridad civil, una declaración que causó que muchos nuevos inmigrantes fueran a asentarse en ella. Con el aumento en el número de ciudadanos, el pequeño hospital existente no prestaba respuesta a las necesidades.  
La crisis de internación y las condiciones del hospital causaron el deseo de ampliarlo. Hadassah expresó su disposición en principio, pero debido a la crisis presupuestaria derivada de la construcción del Hospital Hadassah en Jerusalén, esta organización no se encontraba en condiciones de ampliar el hospital en una fecha razonable.
El Primer ministro David Ben-Gurión, con su enfoque de estado, consideró que el gobierno debía construir un hospital en el Néguev, y que este no tenía que ser levantado por Hadassah o por el sindicato de obreros, pero tampoco el ministerio de salud tenía dinero para lograr ese objetivo.
David Tuviahu, el intendente, se adhirió a la construcción de un hospital más grande, con más espacio, y más moderno. Para ello se encontró con diferentes actores, entre ellos Moshé Soroka, que actuaba como presidente del centro de la obra social. Soroka expresó su disposición fundamental para construir un hospital conjuntamente con la obra social y el sindicato, pero el ministro de Salud, Yossef Serlin, que aspiraba a reducir la actividad de la obra social y transferirla al estado, se opuso.
En agosto de 1955, Dov Begun, que era el representante del Sindicato General de Obreros en Estados Unidos, consiguió convencer al presidente de la cooperativa de costureros de vestimentas femeninas en Estados Unidos, David Duvisnky (1892-1982), para construir un hospital en el Néguev que perpetúe el nombre de la organización.  
Al final de ese año, se levanta un nuevo gobierno, y como ministro de salud, es nombrado Israel Barzilai, que apoyaba la construcción de un hospital y convenció a Ben Gurión de autorizar a la obra social a construir un nuevo hospital en Beerseba, mientras que el ministerio de salud, iba a construir un nuevo hospital en Ascalón, el Centro Médico Barzilai. Ben Gurión se convenció entre otras cosas, ya que temía que en caso de haber una guerra en la Península del Sinaí, habría una crisis hospitalaria para tratar a los soldados heridos.
El 23 de julio de 1956, los primeros tractores empezaron a preparar el terreno. El edificio del hospital fue planificado por los arquitectos Arieh Sharon y Binyamin Idelson.
En octubre de 1959, tuvo lugar la ceremonia de apertura del hospital central para el Néguev. Al principio, en el hospital funcionaban varios servicios esenciales: servicio de cirugía general (en su ámbito servicio de otorrinolaringología, servicio de oftalmología y servicio de urología), dos servicios de medicina interna, servicio de pediatría, servicio de traumatología, sistema cardiovascular e instituto de radiología. El número de camas para los ingresados era 260, mientras que el número de trabajadores era 300, posteriormente, fueron creados otros servicios. 
Tras el fallecimiento de Moshé Soroka, quien fue el director administrativo de la obra social "Clalit", en los años cincuenta del siglo XX, y que tuvo una función significativa en la construcción del hospital, se decidió llamar al hospital Soroka en su nombre.
El 19 de junio de 2025, el hospital fue alcanzado por un misil iraní en contexto de la guerra entre Irán e Israel, dejándolo con severos daños e hiriendo a 71 personas. El Comité Internacional de la Cruz Roja condenó el ataque y comentó que «víctimas, pacientes, personal médico y hospitales deben ser protegidos y respetados», además de enfatizar que se debe seguir el derecho internacional. La agencia de noticias iraní IRNA informó que el hospital fue atacado accidentalmente y que los objetivos principales eran centros militares israelíes cercanos al hospital, concretamente el cuartel general de inteligencia de las FDI y el campamento de inteligencia del Ejército en el Parque Tecnológico de Gav-Yam, ambos situados muy cerca del hospital.

## El campus del hospital
El hospital se extiende sobre una superficie de 286 dunam, de los que están construidos 200,000 metros cuadrados, e incluye 30 edificios.
Entre los edificios del campus se pueden mencionar:
- En el centro del campus se encuentra “el edificio de medicina interna” donde se encuentran la mayoría de los servicios en el ámbito de medicina interna: Los servicios de medicina interna, el servicio de neurología, el servicio de nefrología y la unidad de diálisis.
- La Torre de Internación Quirúrgica a nombre de Camelia Botnar, fue inaugurada en el año 2003, e incluye los quirófanos más nuevos y protegidos del hospital, 6 servicios de internación, la sala de emergencias, la unidad de terapia intensiva y otras unidades.
- El centro Saban de pediatría - fue fundado en el año 2008, e incluye la sala de emergencia para niños, unidad de terapia intensiva para niños, 3 servicios de internación para niños, servicio de cirugía pediátrica, servicio de internacion hematoncológico, servicio de trastornos alimenticios.
- El centro Saban de obstetricia - fue inaugurado en el año 2011 e incluye 25 salas de parto personales, espaciadas y acorazadas, emergencia para mujeres y parturientas, quirófanos avanzados y 5 servicios de internación para parturientas.
- El centro oncológico Legacy Heritage e Instituto Dr. Larry Norton fueron inaugurados en el año 2018 e incluyen bajo un mismo techo el conjunto de servicios en el ámbito del tratamiento y la investigación de cáncer.

En los próximos años se construirán otros edificios en las instalaciones del hospital, entre ellos el edificio de Rehabilitación. Hoy en día existe un servicio de rehabilitación que incluye 20 camas de internación. En estos días trabajan en el hospital para construir un edificio que permita ampliar los servicios de internación y los servicios ambulatorios.

## Soroka en números
En el centro médico Soroka hay más de 40 servicios con internación con 1,191 camas. Junto a los servicios de internación, existen varias unidades adicionales que prestan servicio a los internados y a los pacientes en internación diaria, en el servicio de emergencia, en los institutos y en los consultorios externos. 
En el año 2023, fueron realizadas unas 32,000 cirugías y unas 100,000 internaciones en el hospital. En los consultorios externos hubo más de 600,000 visitas.
El número de trabajadores en el hospital se estima en unos 5,500, entre los cuales más de 900 médicos, 2000 enfermeras, 800 trabajadores de las disciplinas de la salud y 500 administrativos.

## Estampas de estándar y calidad
- Estampa de estándar y calidad de la organización Joint Commission International (JCI) - el centro médico Soroka fue uno de los 3 hospitales de Clalit, los primeros en Israel, en recibir la honorable insignia - “acreditado en calidad y seguridad” - símbolo que certifica que toda la actividad médica en el hospital se realiza de forma segura y coordinada y a base de las directivas y los amplios conocimientos científicos y más actualizados que existen el día de hoy. La estampa fue otorgada por primera vez en el año 2008 y es renovada una vez cada tres años sujeta a un examen de acreditación.
- Estampa de estándar de sistema de gestión ambiental (ISO 14001) - Soroka es un hospital “verde” que lidera amplias acciones para el bien del entorno. Así mismo, en el año 2014, el centro médico ganó la insignia del Neguev para el medio ambiente.
- Estampa de estándar de información en el rubro de la salud (ISO 27799).
- Estampa de estándar de mantenimiento de edificios y sistemas (ISO 9001).
- La estampa de estándar de gestión de calidad (ISO 9000) fue otorgada al servicio para bebés prematuros.

## Centro Médico Universitario
El centro médico Soroka en un centro médico Universitario que mantiene estrechas relaciones con la Universidad Ben Gurion del Neguev. En este marco, el equipo del hospital participa activamente en la capacitación de la generación del futuro de clínicos y directores en el sistema de salud en las diferentes disciplinas: medicina, enfermería, fisioterapia, medicina de urgencias, farmacia, laboratorio médico, salud pública, gestión de sistemas de salud. El volumen de estudiantes que estudian en el hospital cada año es de 1000. El campo de la facultad de Ciencias de la Salud de la Universidad se encuentra dentro de las instalaciones del hospital.

## Investigación médica
En Soroka se realizan muchas investigaciones clínicas, autorizadas por el Comité de Helsinki en el centro médico. Para el año 2021, el Profesor Eitan Lunenfeld preside el Comité.  
En Soroka funciona un centro de investigaciones clínicas que lidera y promueve investigaciones con trabajadores del hospital y socios fuera del hospital - en Israel y en el mundo y algunos con la colaboración de la Universidad Ben Gurion.  
Cada año se autorizan 300 nuevas investigaciones en el hospital y se publican en la literatura científica unos 600 artículos sobre investigaciones significativas en clínica y administración.

## Los pacientes en Soroka
El centro médico Soroka otorga servicio médico a más de un millón de residentes del Neguev, que residen en una enorme superficie geográfica del 60% del país. La población del Neguev es una población relativamente joven, con variedad cultural que en su gran parte pertenece a la clase socioeconómica media baja con necesidades de salud únicas. 
El centro médico Soroka trabaja para facilitar los servicios médicos de acuerdo a las necesidades únicas de los pacientes - desde el punto de vista idiomático, cultural y médico. Así: El lugar de residencia del paciente tiene influencia sobre la medida en que las recomendaciones médicas serán adoptadas. La gran extensión geográfica y las variadas formas de asentamiento en el Neguev (ciudades, kibutzim, moshavim, asentamientos no reconocidos en las zonas beduinas) exigen de un buen conocimiento del equipo médico de las capacidades de infraestructura existentes.

## Soroka en emergencia
El centro médico Soroka alcanzó a lo largo de los años una gran experiencia en la gestión de diferentes situaciones de emergencia: 
- Eventos con muchos heridos - accidentes, terremotos, atentados terroristas, etc.
- Situaciones de combate regional o general - durante los periodos de guerra en el sur (por ejemplo durante la Operación “Margen Protector”), también el Centro Médico Soroka, que se encuentra en el corazón de la ciudad de Beer Sheva, es objeto del disparo de misiles y está preparado para funcionar completamente garantizando la protección de los pacientes y los equipos para prestar un servicio constante a internados y damnificados.
- Los eventos de emergencia son dirigidos por un equipo destinado y capacitado en el hospital, cooperando con otros muchos factores conforme a las cualidades del evento: Fuerzas de Defensa de Israel, la Policía de Israel, Maguén David Adom, El cuerpo de defensa civil, otros hospitales, etc.

## Actividad para la comunidad
El centro médico Soroka se encuentra en la comunidad que sirve, y trabaja para el desarrollo y promoción de planes de mejora de la calidad de vida y la salud en la comunidad. El personal del equipo del Centro Médico Soroka participa en muchas y variadas actividades para la sociedad dentro de las paredes del hospital y fuera de ellas. La actividad esta adaptada a los diferentes públicos de destino en la población heterogénica y variada de la zona - desde diferentes países de origen, diferentes parámetros religiones y variedad de edades. 
Entre las actividad – 
- “Soroka en el bar” - serie de conferencias de los especialistas del hospital para el público amplio en diferentes temas.
- “Ushpizin” - Conferencias del equipo médico en variados temas médicos para alumnos de secundaria y visitas en los diferentes servicios.
- Acompañamiento y ayuda para sobrevivientes del holocausto - los trabajadores de Soroka realizan visitas semanales en casas de sobrevivientes del Holocausto y visitan sobrevivientes internados. Los trabajadores de Soroka también hacen trabajo voluntario en clubes de la organización “Amcha” en diferentes actividades.

Y más

## Organización de amigos del centro médico Soroka
La organización de amigos de Soroka fue fundada en octubre de 1988 y con sus fundadores se encuentran personajes claves de la vida de la ciudad y del Neguev que vieron en el hospital una propiedad estratégica para el Estado de Israel en general y para el Neguev en particular. 
Los objetivos principales de la organización como se definen en su reglamento: “Apoyo moral, social, organizacional y económico en el hospital Soroka y todas su delegaciones y variedad de actividades”.
La organización tiene como objetivo elevar en el público en Israel, la consciencia sobre la centralidad y particularidad del centro médico Soroka.
Todos los miembros de la organización realizan su trabajo de forma voluntaria desde la fe en sus objetivos y finalidades. Los miembros de la organización se ocupan de muchas y variadas tareas y desafíos destinados a hacer marchar el hospital para prestar el mejor servicio profesional y de calidad a los habitantes del Neguev y a miles de soldados que sirven en el Sur.

## Directores del hospital a lo largo de su historia
| Año  | Año  | Director general       |
| ---- | ---- | ---------------------- |
| 1960 | 1978 | Prof. Yosef Stern      |
| 1978 | 1983 | Dr. David Ronen        |
| 1983 | 1987 | Prof. Yair Shapira     |
| 1987 | 1989 | Dr. Yitzhak Romem      |
| 1989 | 1995 | Prof. Haim Reuveni     |
| 1995 | 1997 | Dr. Yitzhak Peterburg  |
| 1997 | 2001 | Prof. Shlomo Mor-Yosef |
| 2001 | 2007 | Dr. Eitan Chai-Am      |
| 2007 | 2013 | Prof. Michael Sherf    |
| 2013 | 2018 | Prof. Ehud Davidson    |
| 2018 | -    | Dr. Shlomi Codish      |